# Fissurellidae
Fisuurelles
Famille
Les Fissurellidae (ou Fissurelles) sont une  famille de gastéropodes de l'ordre des Archaeogastropoda, créée par John Fleming (1785-1857) en 1822.

## Biologie
Ces mollusques aquatiques marins sont très fragiles ; C'est parce qu'on ne pouvait les maintenir en vie en aquarium plus de quelques jours que le biologiste marin Louis Boutan, qui voulait étudier de manière détaillée l'une des espèces méditerranéennes de fissurelle (Diodora italica) a décidé au Laboratoire Arago de Banyuls-sur-Mer à la fin du XIXe siècle d'inventer la photographie subaquatique, afin d'observer et documenter la biologie de cet organismes (et d'autres) directement in situ, dans leur environnement marin naturel. 

## Liste des genres
Selon World Register of Marine Species (25 octobre 2014) :

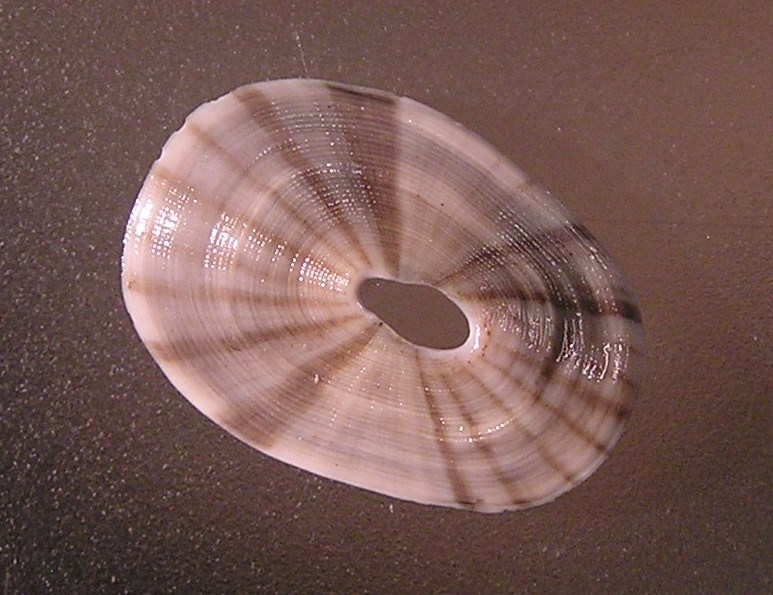
Amblychilepas javanicensis

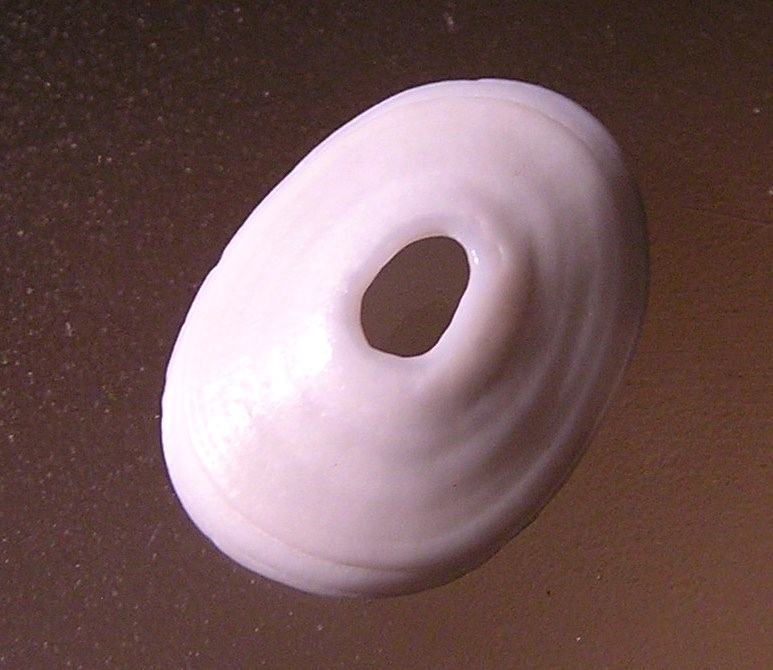
Cosmetalepas africana

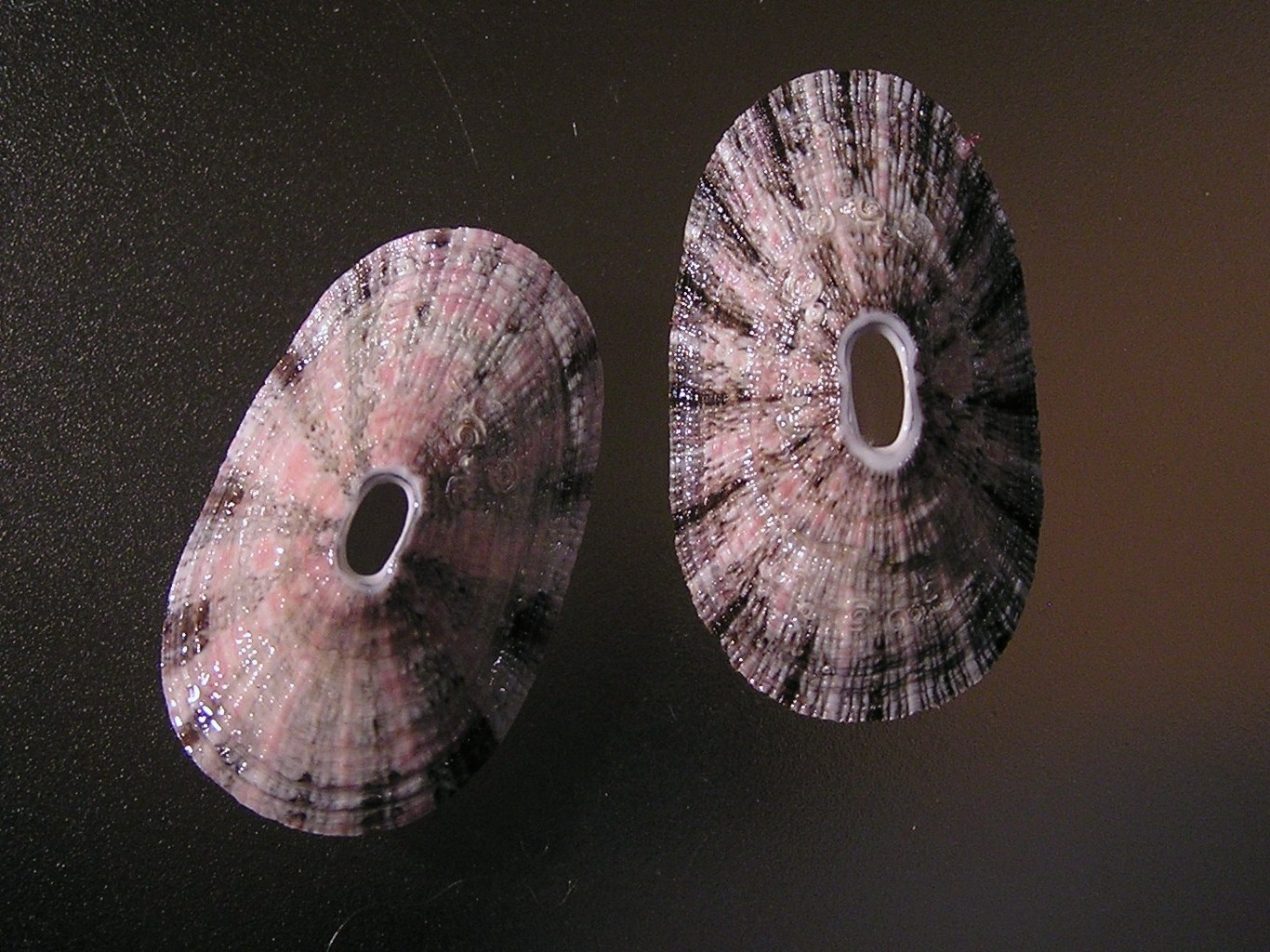
Dendrofissurella scutellum

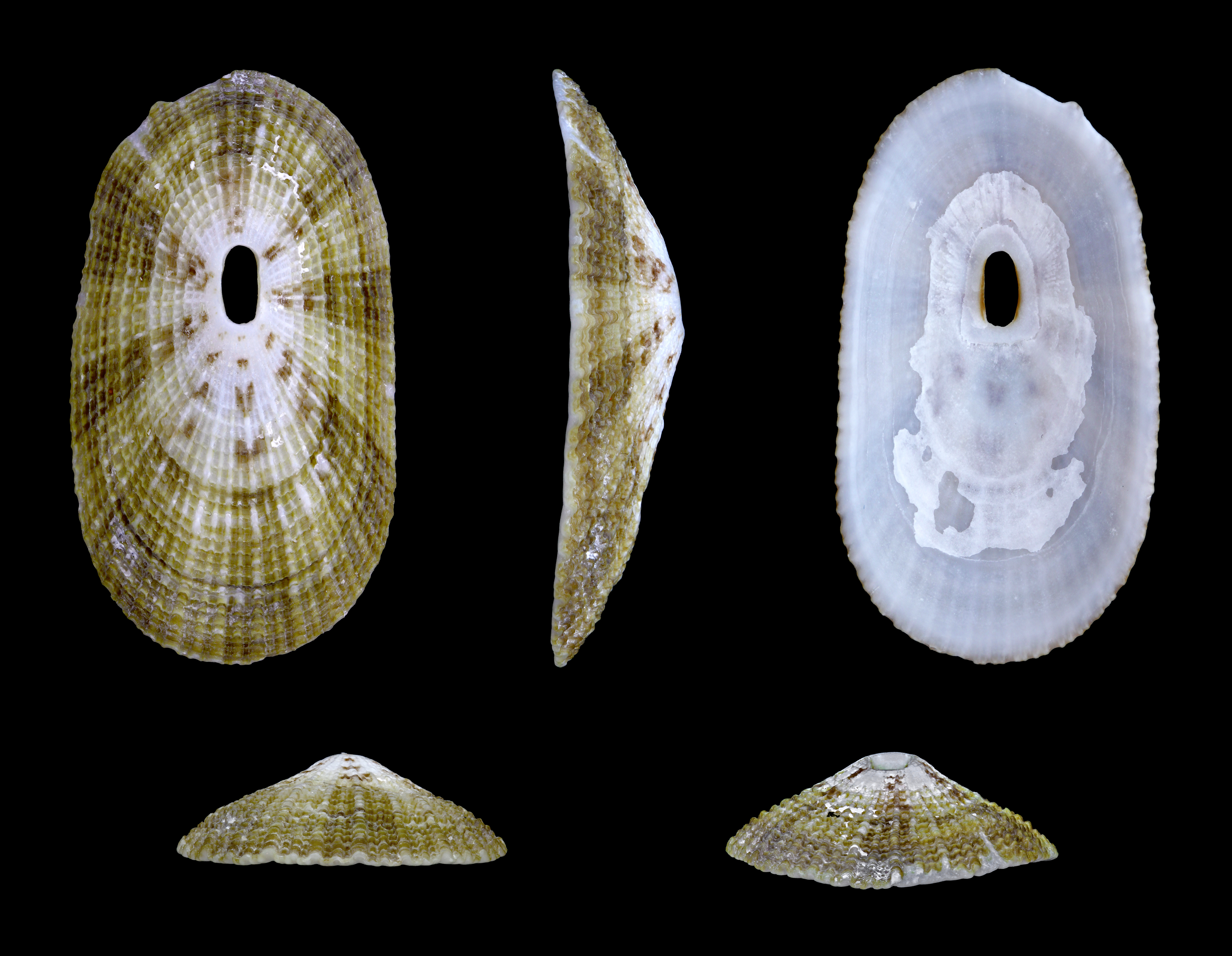
Diodora sayi

- sous-famille Diodorinae Odhner, 1932
  - genre Cosmetalepas Iredale, 1924
  - genre Diodora J. E. Gray, 1821
  - genre Lucapina G. B. Sowerby II, 1835
  - genre Megathura Pilsbry, 1890
  - genre Monodilepas Finlay, 1926
- sous-famille Emarginulinae Children, 1834
  - genre Altrix Palmer, 1942
  - genre Arginula Palmer, 1937
  - genre Buchanania Lesson, 1830
  - genre Clathrosepta McLean & Geiger, 1998
  - genre Cornisepta McLean & Geiger, 1998
  - genre Cranopsis A. Adams, 1860
  - genre Emarginella Pilsbry, 1891
  - genre Fissurellidea d'Orbigny, 1839
  - genre Fissurisepta Seguenza, 1863
  - genre Laeviemarginula Habe, 1953
  - genre Laevinesta Pilsbry & McGinty, 1952
  - genre Lucapinella Pilsbry, 1890
  - genre Manganesepta McLean & Geiger, 1998
  - genre Parmaphorella Strebel, 1907
  - genre Profundisepta McLean & Geiger, 1998
  - genre Puncturella Lowe, 1827
  - genre Pupillaea Gray in G. B. Sowerby I, 1835
  - genre Rimula Defrance, 1827
  - genre Rixa Iredale, 1924
  - genre Scelidotoma McLean, 1966
  - genre Scutus Montfort, 1810
  - genre Stromboli Berry, 1954
  - genre Tugali Gray, 1843
  - genre Tugalina Habe, 1953
  - genre Zeidora A. Adams, 1860
- sous-famille Fissurellinae Fleming, 1822
  - genre Amblychilepas Pilsbry, 1890
  - genre Dendrofissurella McLean & Kilburn, 1986
  - genre Dolichoschisma Iredale, 1940
  - genre Fissurella Bruguière, 1789
  - genre Forolepas Iredale, 1940
  - genre Leurolepas McLean, 1970
  - genre Macroschisma Gray, 1835
  - genre Medusafissurella McLean & Kilburn, 1986
  - genre Sophismalepas Iredale, 1924
- sous-famille Hemitominae Kuroda, Habe & Oyama, 1971
  - genre Clypidina Gray, 1847
  - genre Emarginula Lamarck, 1801
  - genre Hemimarginula McLean, 2011
  - genre Hemitoma Swainson, 1840
  - genre Montfortia Récluz, 1843
  - genre Montfortista Iredale, 1929
  - genre Montfortula Iredale, 1915
  - genre Montfortulana Habe, 1961
  - genre Octomarginula McLean, 2011
  - genre Variegemarginula McLean, 2011
- genre Deridobranchus Ehrenberg, 1831 (nomen dubium)

## Galerie

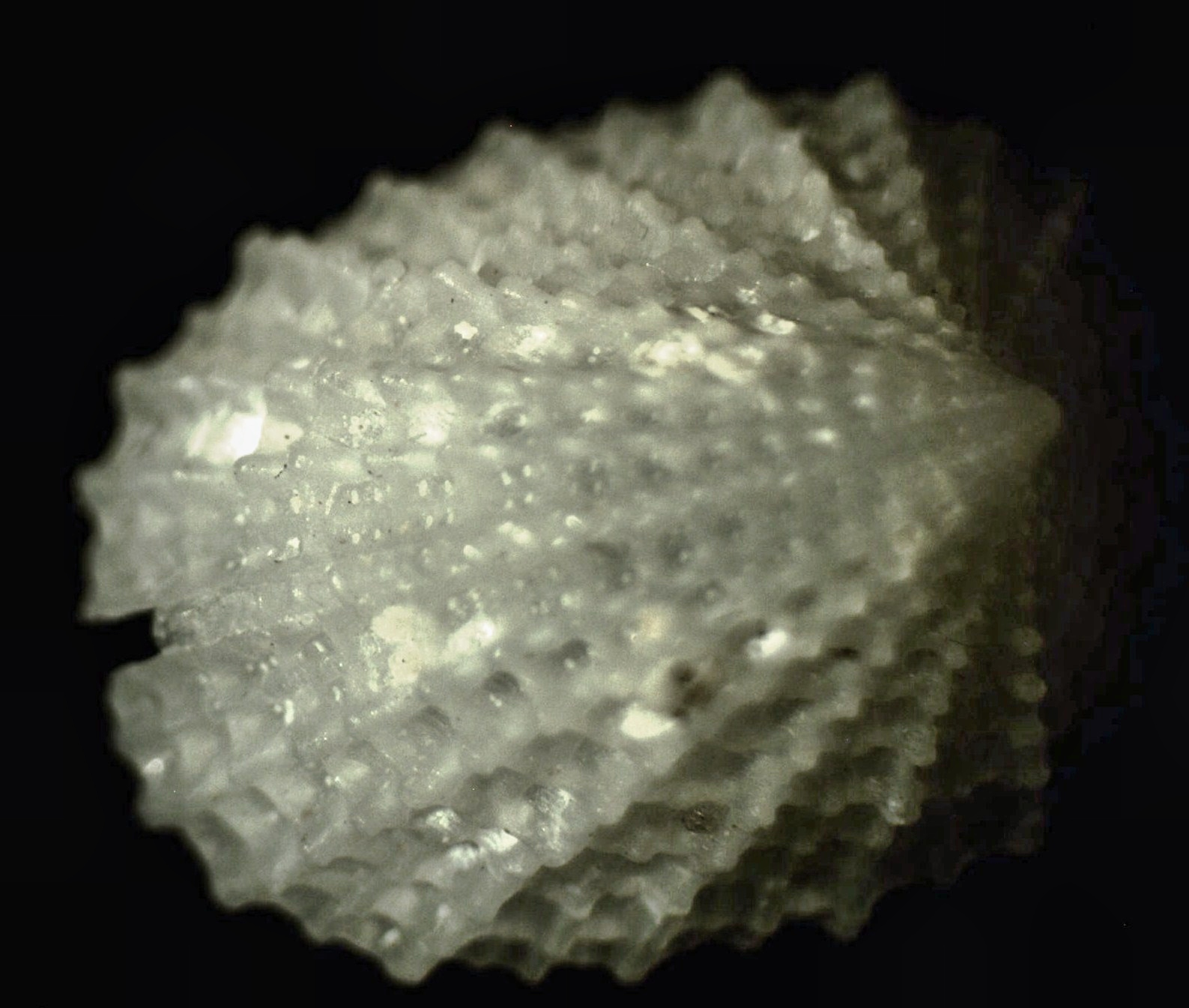
Emarginula candida
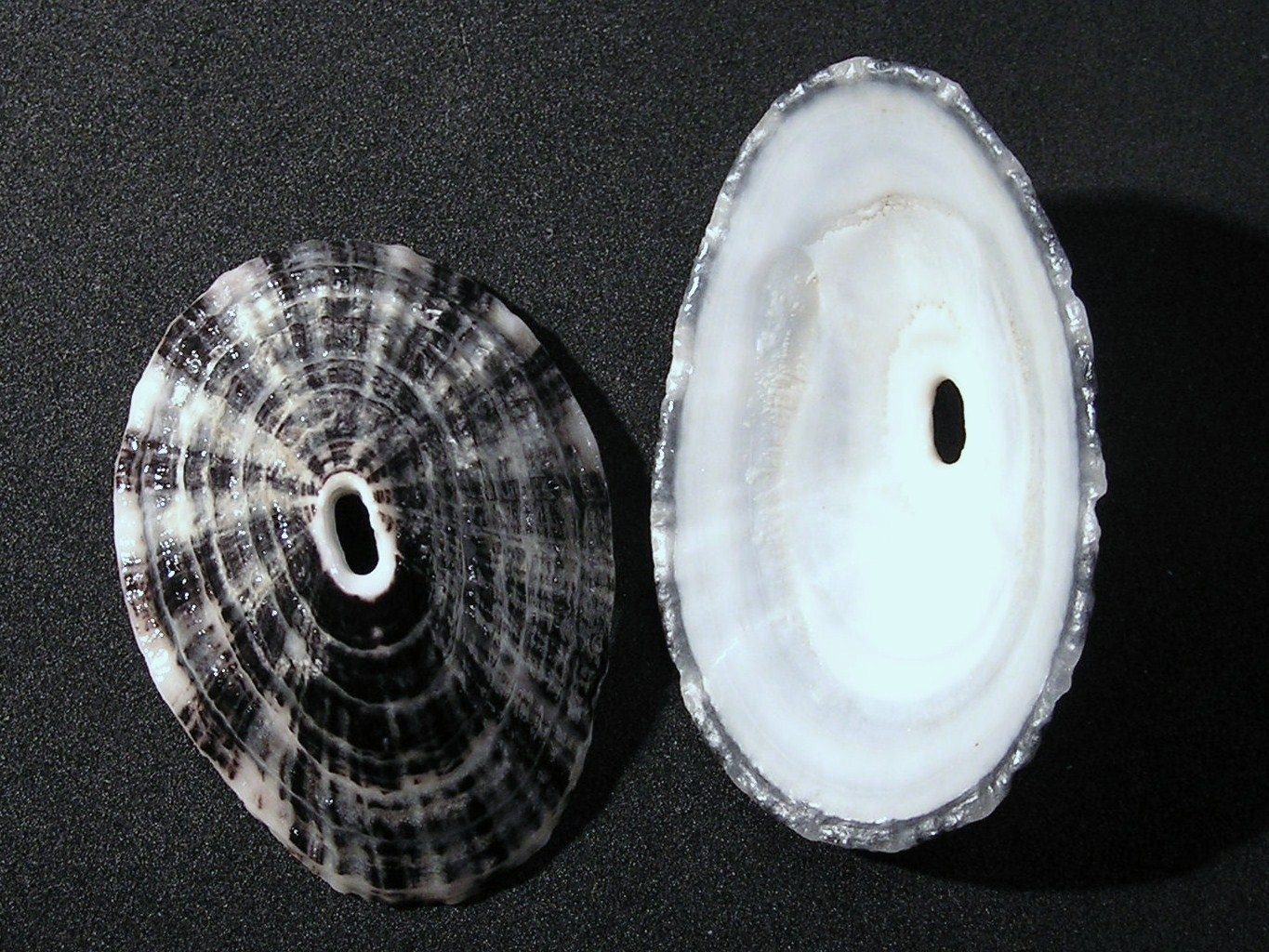
Fissurella picta
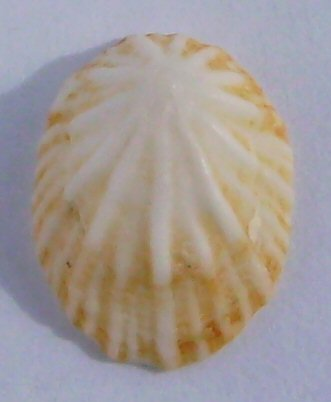
Hemitoma sp.
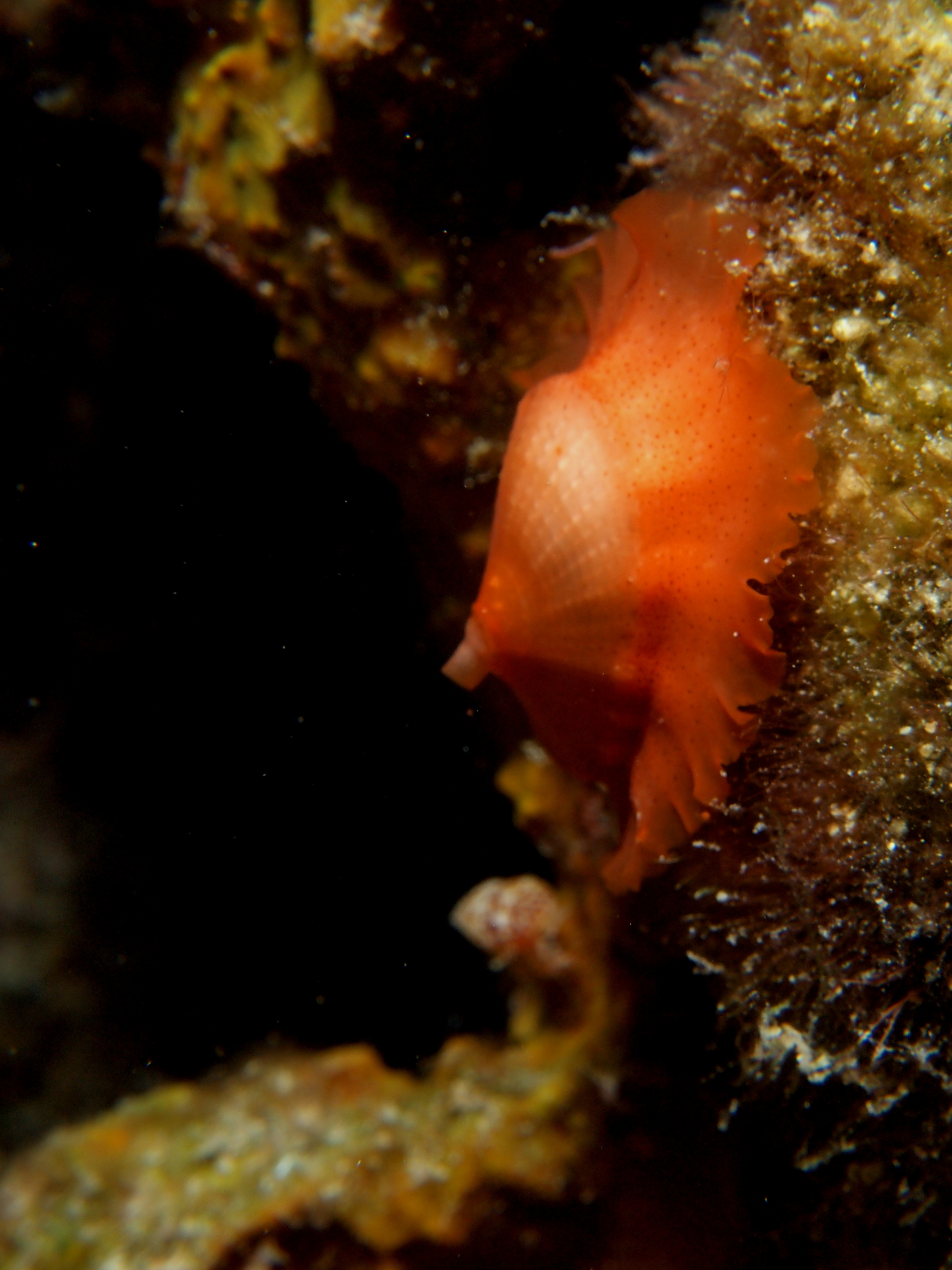
Lucapina adspersa
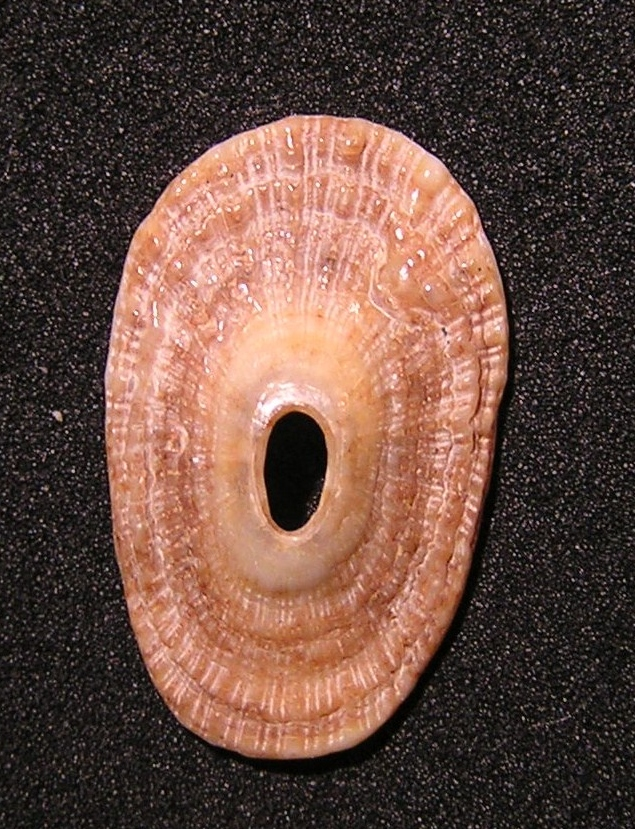
Lucapinella henseli
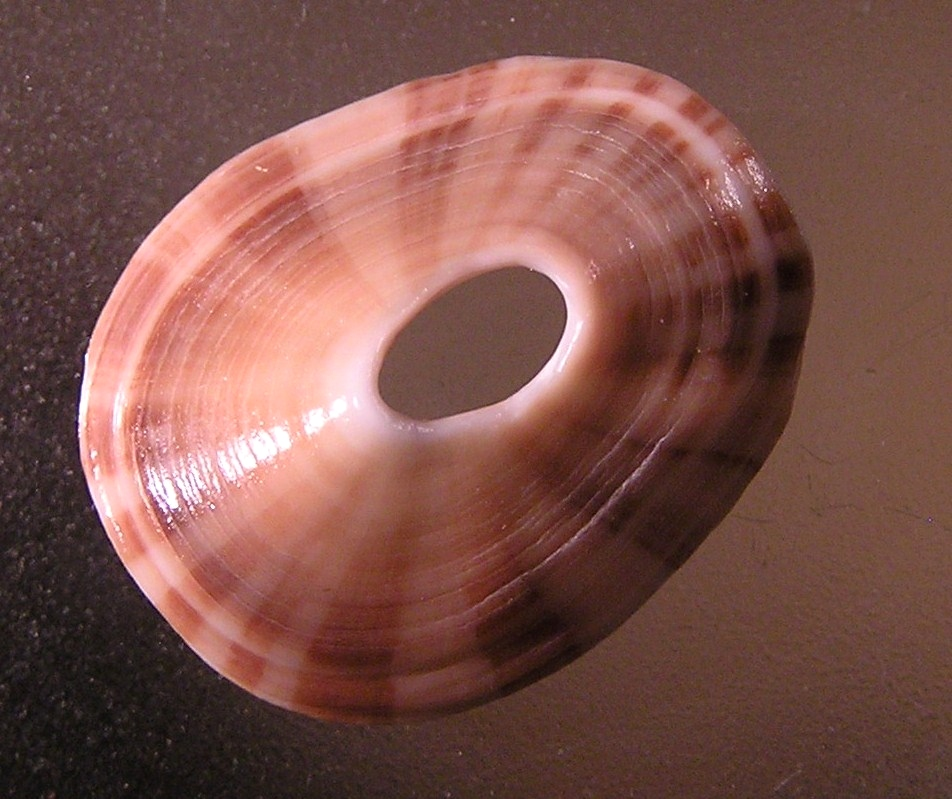
Macrochisma tasmaniae
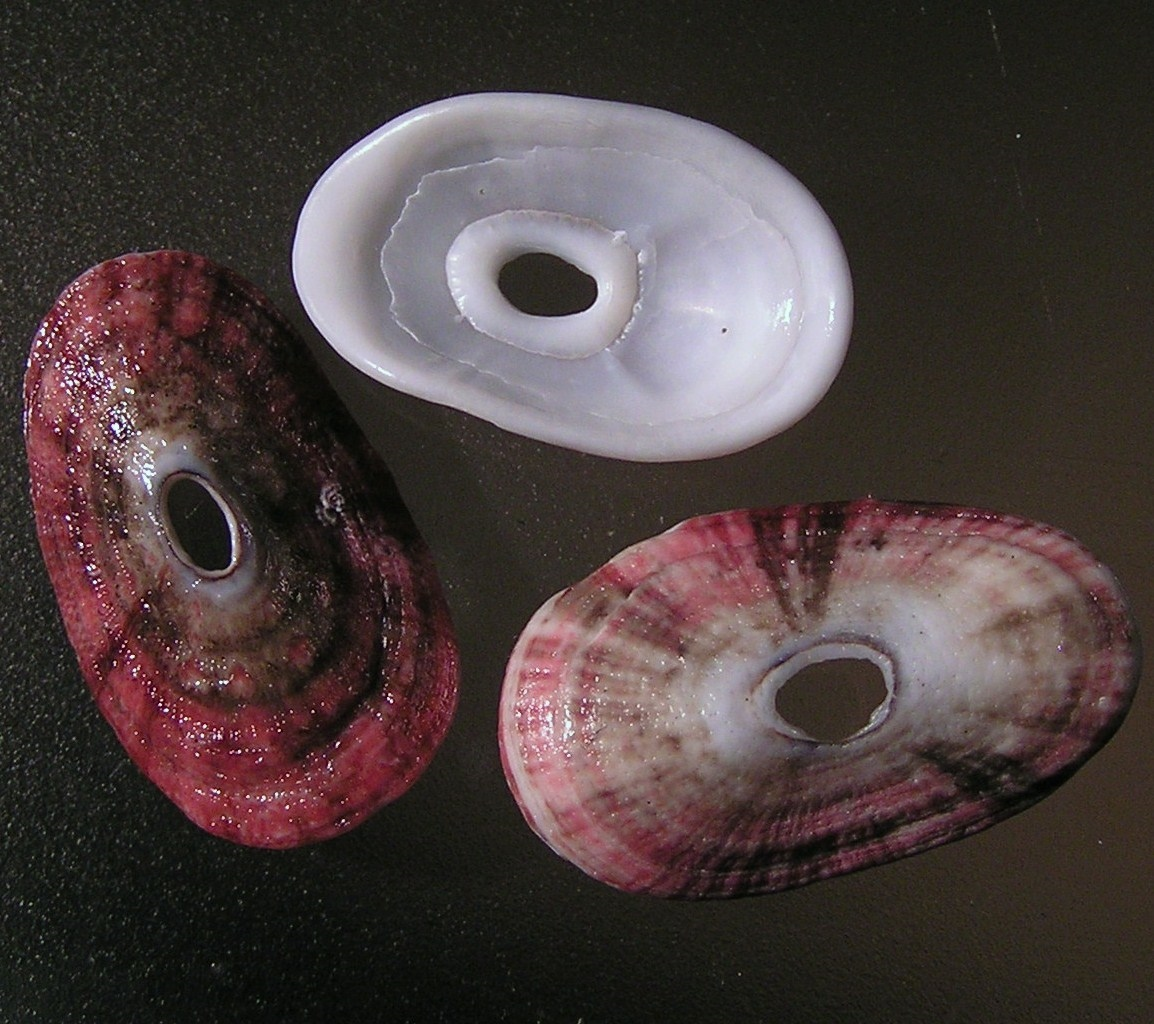
Medusafissurella dubia
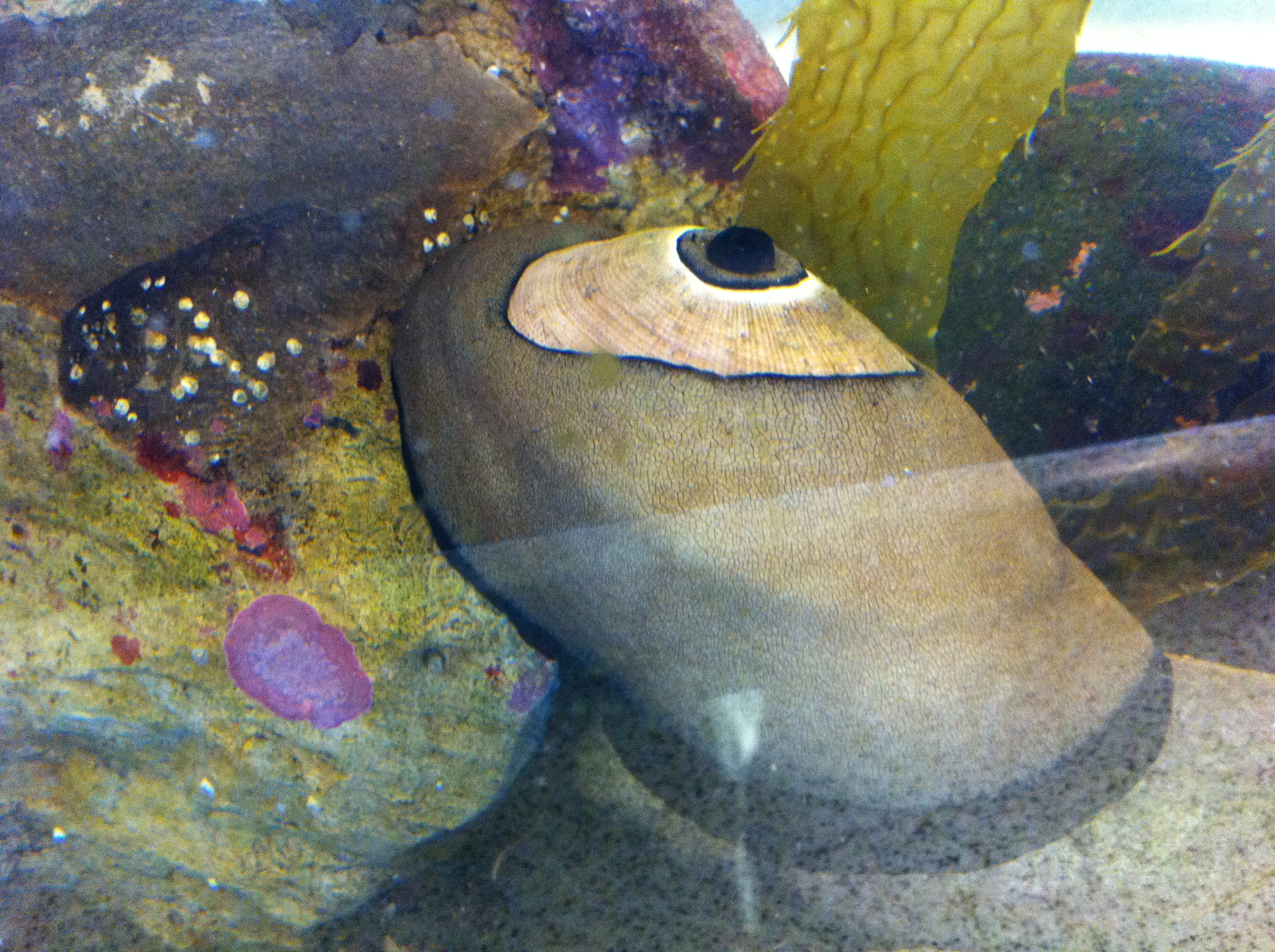
Megathura crenulata
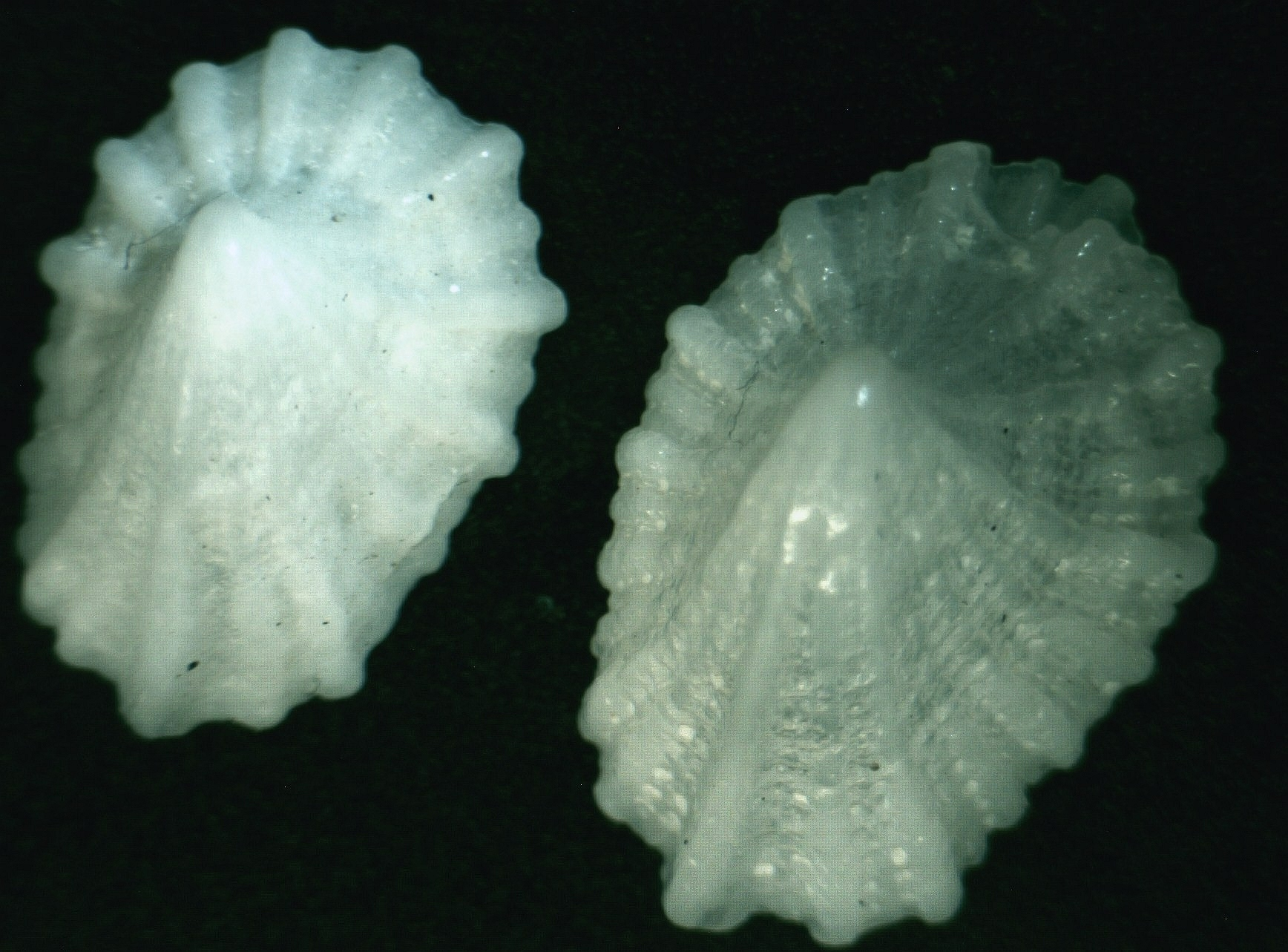
Hemitoma subemarginata
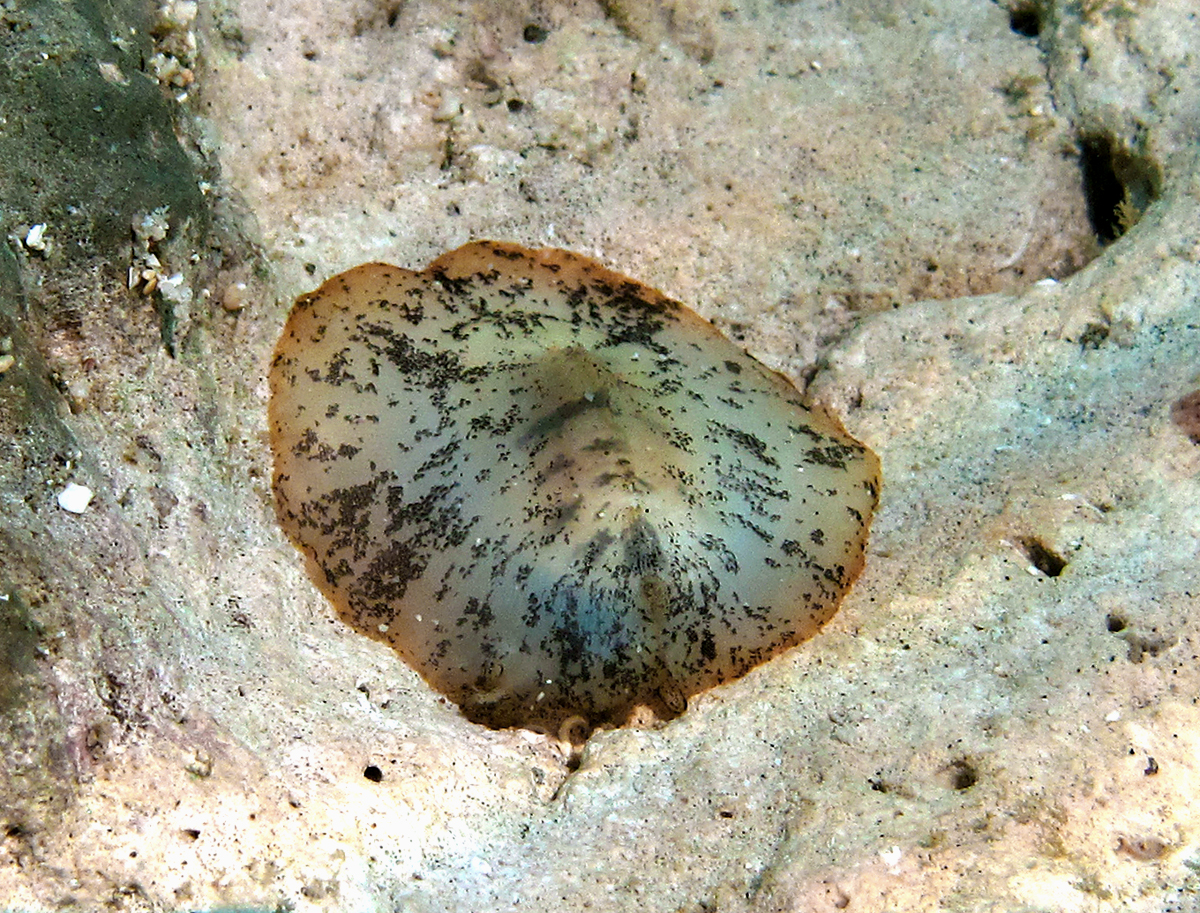
Scutus sinensis
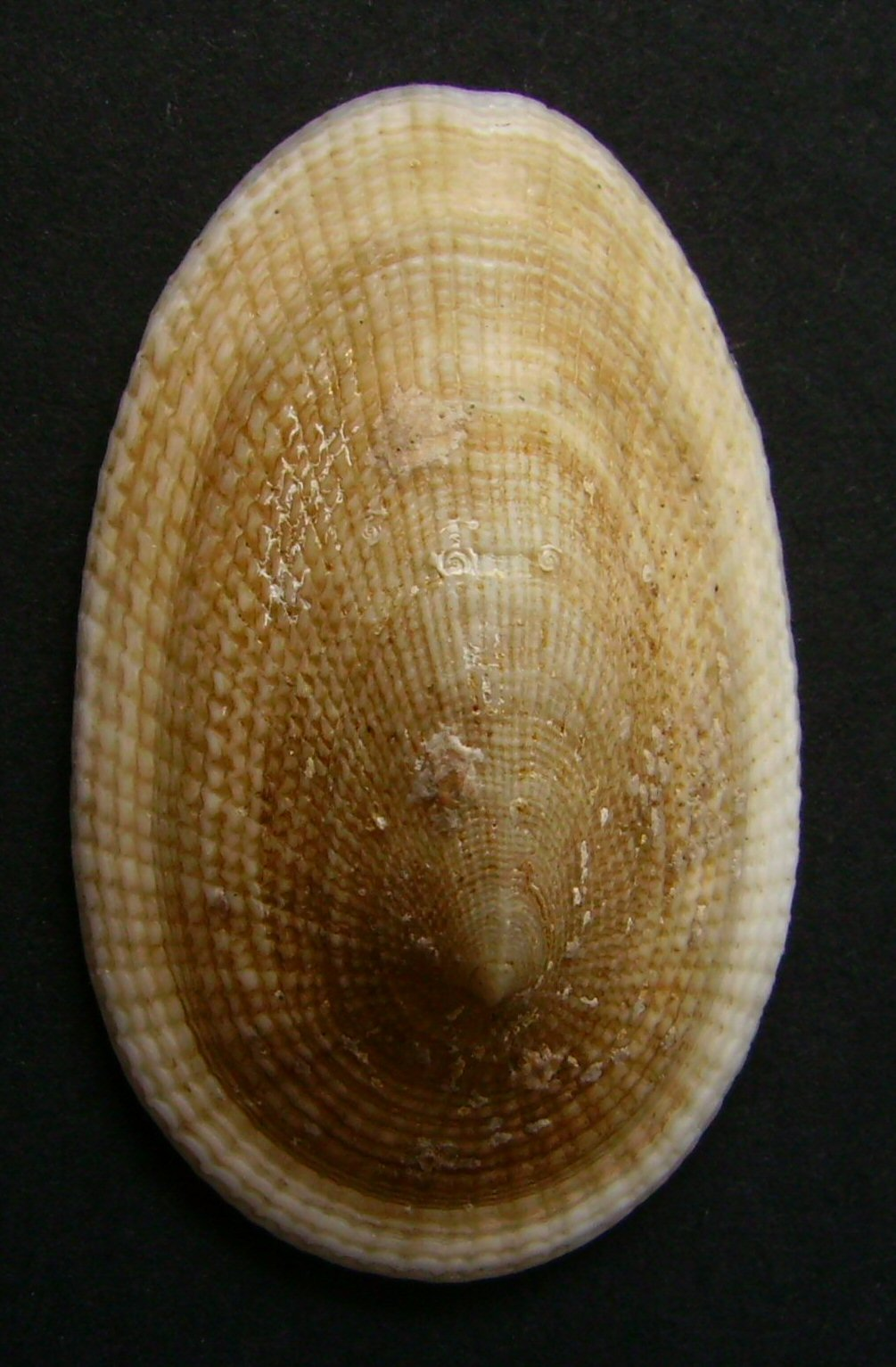
Tugali elegans
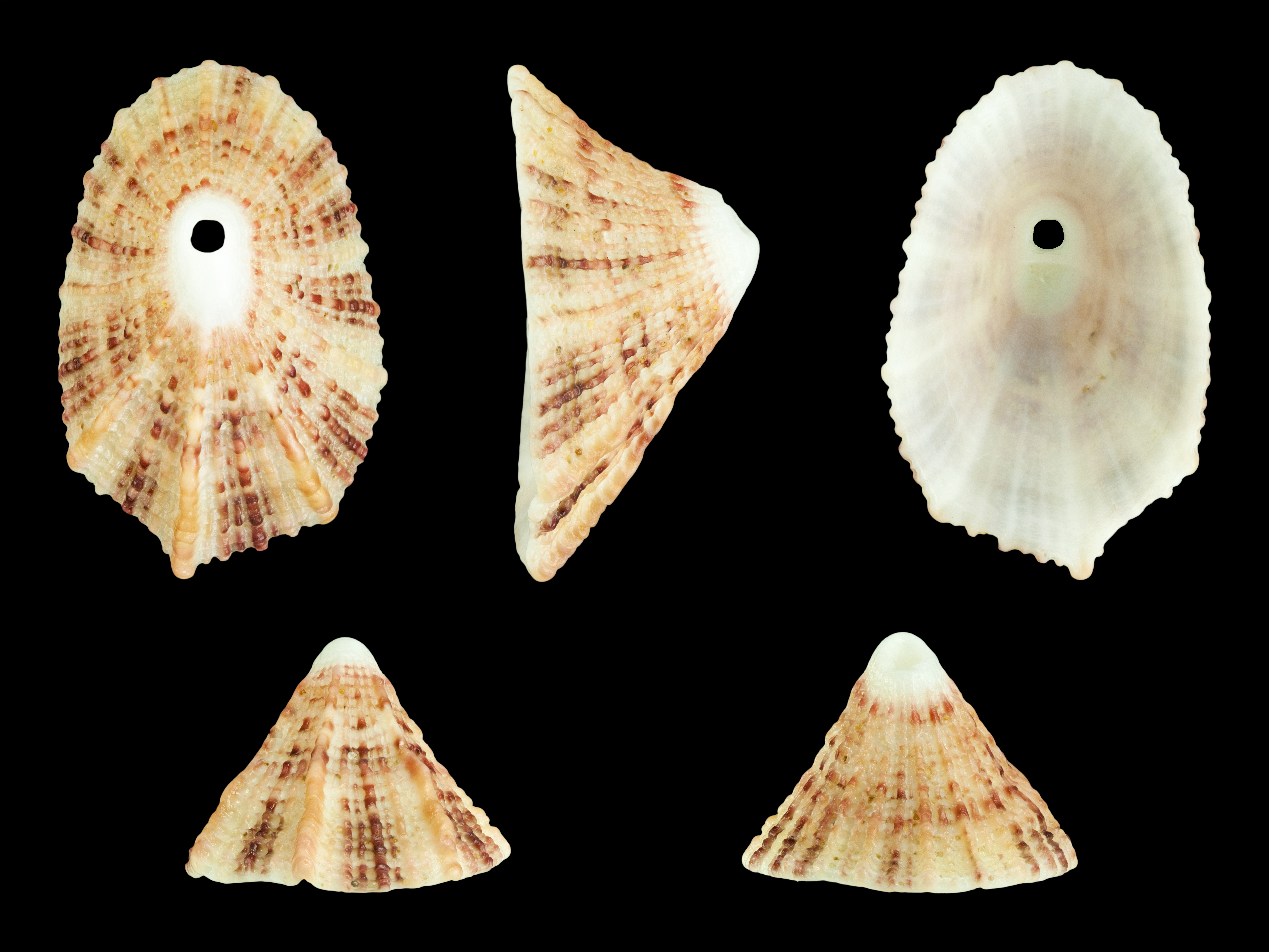
Diodora calyculata (Sowerby, 1823) ; Longueur 2.5 cm.